# CBBS

CBBS的启动画面（1978年）

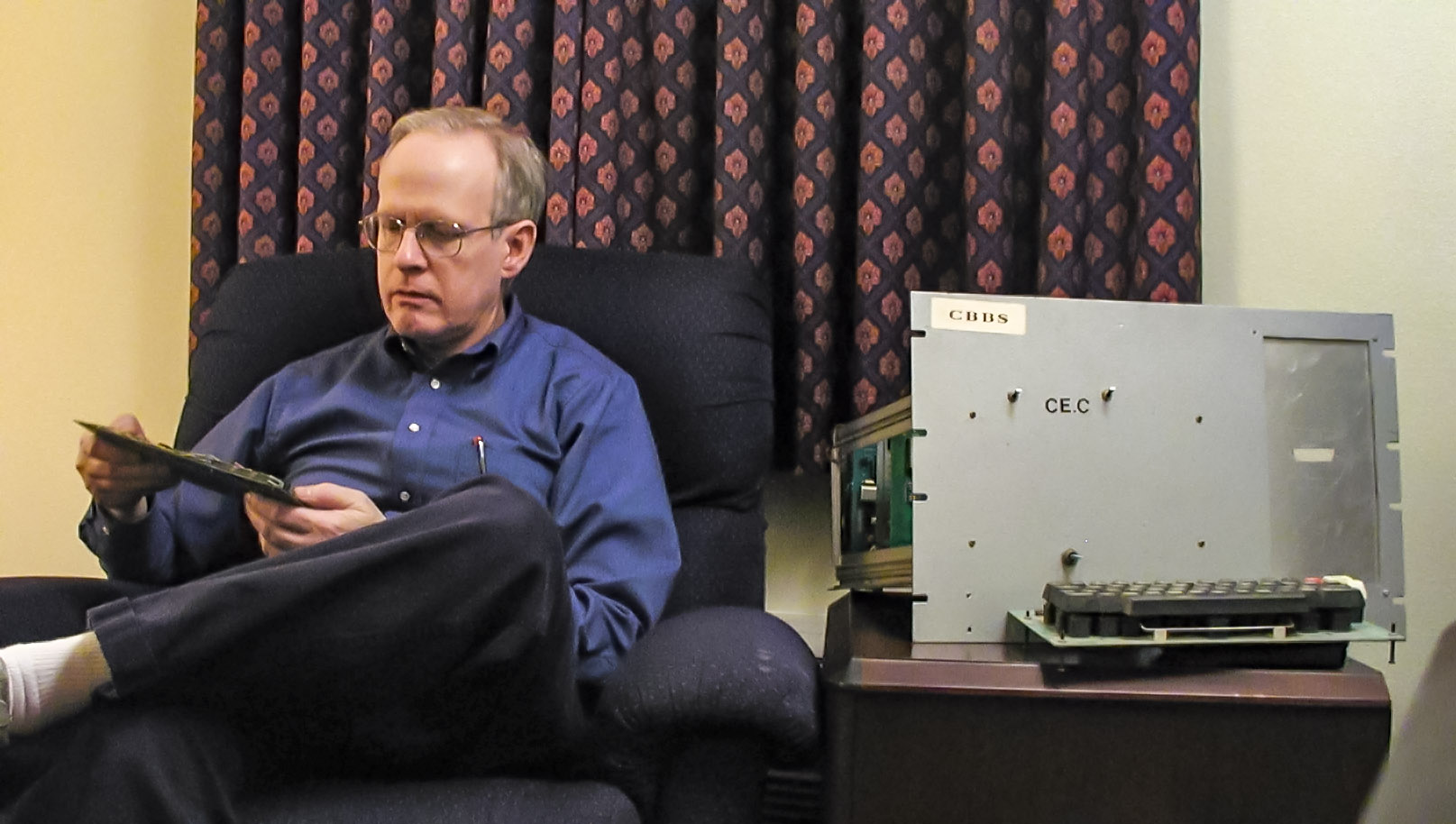
沃德·克莉史汀森和CBBS（2005年）

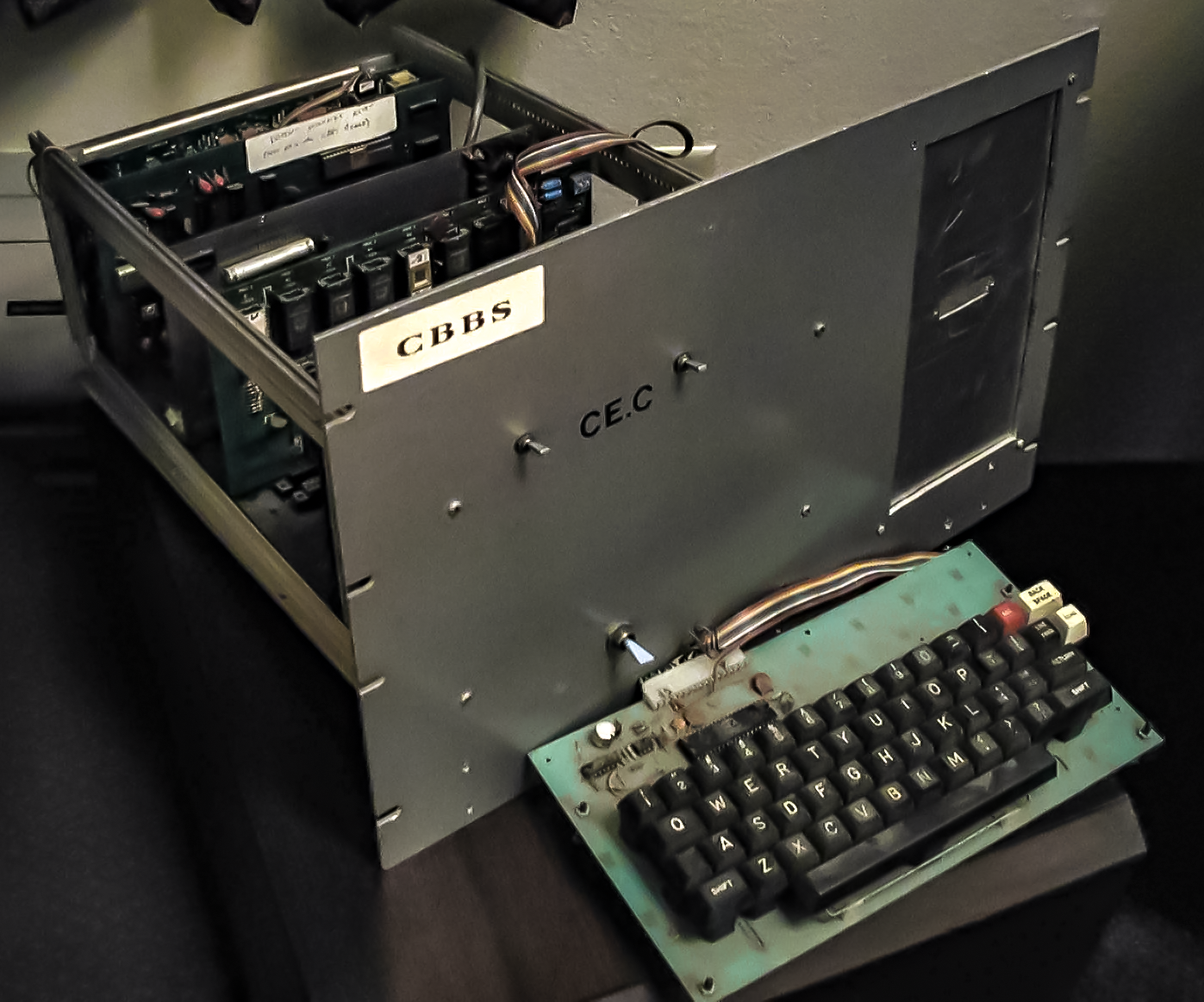
CBBS的第一个硬件S-100（2005年）

CBBS（计算机公告板系统，英語：Computerized Bulletin Board System）是由沃德·克莉史汀森和兰迪·苏思创建的计算机程序，它被认为是世界上首个BBS，創立之初可以讓兩位創始人和其他计算机爱好者之间相互交换信息。

## 歷史
1978年1月，芝加哥遭到1978年冬季風暴袭击，該風暴給美國中西部地区帶來了创纪录的积雪。這让沃德·克莉史汀森和兰迪·苏思有时间搭建他们一直想要的新的计算机信息传递系统。他们當時是芝加哥地区计算机爱好者交流会（Chicago Area Computer Hobbyists' Exchange，CACHE）的成员。他们在1970年代中期在CACHE認識并成为朋友。 
沃德·克莉史汀森创建了一种文件传输协议，用于通过调制解调器发送二进制计算机文件，這個協議简称为MODEM，后来又对该程序的改进並更名為XMODEM。该项目的成功鼓励他們進行进一步的实验。他們一人負責硬體一人負責軟體，並於1978年2月16日宣布正式成立CBBS。   
由于當時Internet规模很小且没有对大部分用户开放，使用者需要通过调制解调器才得以进入CBBS；而且受硬件所限，它一次只能接待一台调制解调器的访问，用户只能轮流进入系统。尽管有这些限制，CBBS仍被认为非常有用，并且运行了很多年，并启发了许多其他BBS的创建。
CBBS具有许多前瞻性思想，现在已被认为是创建網絡論壇的规范。
後來当沃德·克莉史汀森和兰迪·苏思各自发展时，CBBS的名称沿用至今，并在一定程度上幸存下来，它在兰迪·苏思创立的chinet.com论坛上存活至今。沃德·克莉史汀森的CBBS版本称为“Ward's Board”，于1990年代初关闭。 
2003年2月16日，芝加哥市长李察·米高·戴利宣布这一天为BBS日，以纪念25年前的這一天创建的世界上第一个BBS。此后不久，在芝加哥论坛报上刊登了一篇带有沃德·克莉史汀森和CBBS硬件照片的文章。